# Valea Bucurului
Valea Bucurului – wieś w Rumunii, w okręgu Alba, w gminie Ponor. W 2011 roku liczyła 41 mieszkańców.